# SN 2004cz
SN 2004cz – supernowa typu II-P odkryta 26 czerwca 2004 roku w galaktyce E407-G09. W momencie odkrycia miała maksymalną jasność 15,00m.